# MaSat-1
MaSat-1 — перший угорський штучний супутник Землі. Назва походить від поєднання слів Magyar (угор. Угорський) та Satellite (від англ. — супутник). Побудований Будапештським університетом технології та економіки. Виведений на низьку навколоземну орбіту 13 лютого 2012 року в першому польоті нової європейської РН Вега з космодрому Куру. Супутник передає телеметричну інформацію на хвилі 70 см аматорського діапазону на частоті 437,345 кГц, яку приймає центр стеження в Будапешті. Центр випробувано за допомоги Чарльза Симоні 31 березня 2009 року під час його експедиції на МКС.

## Історія створення
У вересні 2007 року група ентузіастів студентів та аспірантів із Будапештського університету технології та економіки вирішила спроєктувати та побудувати невеликий супутник. Цю ініціативу підтримали два відділення університету: відділення електронних приладів та відділення широкосмугової інфокомунікації та електромагнітної теорії, а також університетська група космічних досліджень.
Цілі та завдання місії:
- підготовка молодих кваліфікованих інженерів у галузі космічних технологій;
- здобуття угорськими розробниками досвіду створення супутника, оскільки такий досвід раніше був відсутній;
- демонстрація можливостей Угорщини в галузі космічних технологій та започаткування угорської космонавтики;
- розроблення супутника не лише зачіпає галузь космічних технологій, але й дає розвиток супутнім прикладним наукам.

Крім того, досвід, отриманий при створенні, виведенні та експлуатації супутника буде надалі використано при навчанні студентів, а також для підготовки пов'язаних із супутником наукових праць. Для створення супутника використано лише угорські технології, а також дизайн та конструкцію спроєктовано та виготовлено в Угорщині. Іншою метою була заявка Угорщини на участь у Європейському космічному агентстві (ЄКА). Надалі планується, що угорські інженери братимуть участь у нових проєктах ЄКА, а це означає підвищення доходу галузі та кількості фахівців на порядки.

## Критерії успіху місії
Мінімальні:
- проєктування, конструювання та тестування працездатного апарата, здатного витримати запуск та політ у космічному просторі;
- доставити супутник до місця запуску — космодрому Куру, отримати підтвердження виведення на низьку навколоземну орбіту;
- Наземна станція працює щодня та цілодобово.

Додаткові:
- успішне отримання телеметричних пакетів зі супутника;
- управління режимами роботи супутника за допомогою радіокомандного керування;
- правильна та надійна робота всіх підсистем супутника.

Повні:
- отримання всіх наукових даних та телеметрії зі супутника.

## Технологічні цілі
- Проєктування та розробка всієї бортової електроніки, апаратного та програмного забезпечення в Угорщині;
- будівництво надійної енергетичної системи для супутника, що складається із шести незалежних високоефективних елементів живлення;
- випробування нової системи комунікації з урахуванням єдиного чіпа ISM-частоти;
- випробування телекерування на базі ESA PUS;
- побудова надійного бортового комп'ютера та системи збирання даних, здатної реєструвати, збирати, стискати та передавати телеметричну інформацію декількома каналами зв'язку;
- створення напівактивної системи орієнтації на двох постійних магнітах;
- тестування алгоритму стабілізації;
- випробування аналогових датчиків сонячної орієнтації на основі інфрачервоних детекторів;
- стеження за висотою апарата за допомогою 3-вісного гіроскопа, 3-вісного магнітометра та 3-вісного акселерометра[3].

## Будова та обладнання супутника

### Бортовий комп'ютер
Бортовий комп'ютер керує всіма процесами в колах супутника. У зв'язку з підвищеною відмовонебезпечністю проєкту, його сконструйовано з підвищеним запасом надійності. Складається з двох ідентичних блоків, що використовують однаковий набір програмного забезпечення та паралельні ланцюги з'єднання з іншими компонентами супутника. Проте комунікація між блоками відсутня. Система живлення влаштована так, що працює лише один із двох блоків. Блоки можуть ідентифікувати себе і передавати в телеметрії інформацію про те, який блок наразі діє.

### Система керування висотою та орієнтацією
Система керування висотою та орієнтацією (англ. Altitude Control and Determination System - ADCS) — панель ADCS розміщено між бортовим комп'ютером та пристроями радіозв'язку. Панель включає датчики ADCS і мікроконтролер, який збирає інформацію і з'єднується з мікроконтролером центрального комп'ютера за протоколом I2C. Керувальний сигнал розраховується підсилювачем потужності мікроконтролера, що включає панель керування котушками. З одного боку контролера містяться польові транзистори, з'єднані мостом із котушкою. Середня напруга котушки визначається виконавчим сигналом сталої частоти, але модульованим у своєму робочому циклі. ADCS надсилає дані на пристрій радіозв'язку через центральний комп'ютер. Це дозволяє надсилати телеметричну інформацію про роботу ADCS на наземні станції, а також налаштовувати режими та параметри контролера. ADCS «MaSat-1» має багатий набір інструментів, що включає цифровий компас, оснащений тривісним магнітометром та акселерометром, тривісним мікроелектронно-механічним вимірником кутової швидкості. Крім того, аналогові сигнали зі зовнішніх фотоелементів, розташованих з кожного боку супутника, обробляє окремий мікроконтролер, інтегрований у панель ADCS.

### Комунікаційна система
Окремого модуля комунікації немає, всі необхідні функції керування передаванням здійснює ADCS. Передавання здійснює радіопередавач потужністю 100 мВт у енергозберігальному режимі та 400 мВт у звичайному режимі. Типово, кожна четверта передача здійснюється у звичайному режимі. Приймач, що складається з єдиного чіпа і використовує діапазон частот 200—900 МГц, розроблено для передавання сигналу на малі та середні відстані, тому максимальна потужність не перевищує 16 дБм. Цього недостатньо для покриття потрібного діапазону частот, тому знадобився додатковий підсилювач. Щоб запобігти надмірному енергоспоживанню, вмикаються одночасно лише необхідні блоки. Перемикає блоки комунікаційна система, яка використовує логічний пристрій ADCS. Додаткові складнощі пов'язані з резервуванням пристроїв. Кожен блок схеми продубльовано, тому необхідно добре сплановане перемикання, щоб уникнути будь-якого збою. Перемикання між дубльованими компонентами здійснюється блоками бортового комп'ютера. Оскільки «MaSat-1» працюватиме в аматорському діапазоні частот, передавання починатиметься зі вказання позивного (HA5MASAT), для цього сигнал кодується абеткою Морзе.

### Система електропостачання
Система електропостачання керує первинними та вторинними джерелами електроживлення супутника та розподіляє електроенергію між бортовими підсистемами. Оскільки система є критично важливою для супутника, її надійності приділено особливу увагу. Як і в інших системах, багато компонентів системи електропостачання продубльовано. Основними джерелами живлення є 6 сонячних батарей, розташованих з усіх боків куба, що живлять супутник, коли він освітлений Сонцем. Сонячні батареї передають енергію через 6 незалежних некерованих шин. Електричний струм, що надходить із батарей, підсумовується за допомогою діодів, що перешкоджають відтоку енергії до неосвітлених або неробочих батарей. Коли супутник перебуває в тіні Землі, живлення здійснюється від єдиного літій-іонного акумулятора. Акумулятор безпосередньо з'єднаний із бортовою шиною, чия некерована напруга дає інформацію про заряд акумулятора. Шина живлення фільтрується конденсаторами, що захищають від різкої зміни навантаження, пов'язаної зі зміненнями генерації батарей та зміною джерел живлення. Бортові підсистеми живляться струмом із напругою 3,3 В, що генерується двома перетворювачами, які працюють у режимі резервування надлишків. Розподіляє енергію бортовий комп'ютер.

### Корпус
Корпус з'єднує елементи між собою та захищає їх від впливу космічного середовища. Корпусні елементи поділяються на основні та вторинні. Основні елементи утворюють «скелет» супутника, який забезпечує стабільність системи. Вторинні елементи забезпечують підтримку для конкретних складових та панелей. Корпус виготовлено з аерокосмічного алюмінію високої якості обробки. Він витримує екстремальне прискорення та вібрації під час запуску, а також захищає апарат від зовнішніх чинників (температура, радіація).